# Eric Allman
Pour les articles homonymes, voir Allman.
Eric Paul Allman (né en 1955) est un développeur informatique qui a créé sendmail et son précurseur delivermail à la fin des années 1970 et au début des années 1980 à Berkeley.

## Éducation
Né à El Cerrito, en Californie, Allman a toujours su qu'il voulait travailler dans l'informatique. Il a piraté le mainframe de son école et a plus tard utilisé le centre informatique de l'université de Berkeley pour ses propres besoins. En 1973, il est entré à l'université de Berkeley, juste au moment où Unix devenait populaire dans les cercles académiques. Il y a obtenu un Bachelor of Science en 1977 puis un Master of Science en 1980.

## Sendmail et autres contributions
Quand le code source d'UNIX devint disponible à Berkeley, les hackers locaux firent rapidement des extensions au code d'AT&T. L'une de ces extensions était delivermail, qui devient sendmail en 1981. En tant que serveur de messagerie électronique il était construit pour délivrer des courriels à travers le réseau ARPANET, à l'époque relativement petit et composé de nombreux petits réseaux ayant des formats d'en-tête de message très différents.
Sendmail devint rapidement une part importante de BSD et continue à être le MTA le plus largement utilisé sur des systèmes UNIX, malgré sa configuration complexe et les fréquents abus par des sociétés de télémarketing. En 1998, Allman fonde Sendmail, Inc., basé à Emeryville, pour faire du travail propriétaire d'amélioration de sendmail.
Allman a aussi popularisé le style d'indentation Allman, connu aussi comme le style BSD.
Il a obtenu le Telluride Tech Festival Award of Technology en août 2006 à Telluride

## Vie personnelle
Allman, qui est ouvertement gay, vit à Berkeley avec son conjoint depuis plus de 30 ans, Marshall Kirk McKusick. Ce dernier est un des principaux développeurs de BSD ; ils se sont rencontrés à l'université.

« Il y a une sorte de plaisir pervers à savoir qu'il est quasiment impossible d'envoyer un courriel haineux à travers Internet sans qu'il soit touché par un programme gay. C'est assez drôle. »

— Eric Allman